# Héctor Sánchez
Héctor Sánchez Zapata (ur. 2001) – meksykański zapaśnik walczący w stylu klasycznym. Brązowy medalista mistrzostw panamerykańskich w 2024 i 2025. 
Mistrz panamerykański U-23 w 2024. Drugi na mistrzostwach panamerykańskich kadetów w 2018 i trzeci w 2017 roku.